# سفن رينمان
سَفِن رِينمَان (بالإنجليزية: Sven Rinman)‏؛ (23 يونيو 1720 - 12 ديسمبر 1792)؛ كان كيميائيًّا وعالم معادنٍ سويديًّا اكتشف خِضاب أخضر الكُوبالت، والتي تُسمى أحيانًا أخضر رينمان. كان له تأثير كبير على التَّعدين وإنتاج الصُّلب في السُّويد.